# Like It Is: Yes at the Bristol Hippodrome
Albums de Yes
Heaven & Earth
(2014) Progeny: Seven Shows From Seventy-Two
(2015)
Like It Is: Yes at the Bristol Hippodrome est le dix septième album live de Yes sorti en 2014.
Ce premier album live avec Jon Davison au chant a été enregistré lors du concert donné à l'hippodrome de Bristol lors de la tournée « Three Album Tour », le 11 mai 2014. Durant cette tournée, le groupe interprète trois de ses albums en intégralité : Close to the Edge (1972), Going for the One (1977) et The Yes Album  (1971). Le présent album ne comprend que ces deux derniers, une suite, intitulée Like It Is: Yes at the Mesa Arts Center et mettant en vedette les albums Close to the Edge et Fragile est sortie en juillet 2015.

## Titres

### Disque 1:Going for the One
1. Going for the One (Jon Anderson) – 6:51
2. Turn of the Century (Anderson, Steve Howe, Alan White) – 8:36
3. Parallels (Chris Squire) – 6:24
4. Wonderous Stories (Anderson) – 4:49
5. Awaken (Anderson, Howe) – 17:40

### Disque 2:The Yes Album
1. Yours Is No Disgrace (Anderson, Squire, Howe, Tony Kaye, Bill Bruford) – 11:04
2. Clap (Howe) – 3:42
3. Starship Trooper (Anderson, Howe, Squire) – 11:19
4. I've Seen All Good People (Anderson, Squire) – 7:30
5. A Venture (Anderson) – 5:03
6. Perpetual Change (Anderson, Squire) – 10:04

## Musiciens
- Jon Davison : chant, guitare acoustique, percussions, claviers
- Steve Howe : guitare électrique, guitare acoustique, chœurs
- Chris Squire : basse, chœurs
- Geoff Downes : claviers
- Alan White : batterie